# Вибухи складів боєприпасів у Врбетицях
49°07′08″ пн. ш. 17°54′42″ сх. д. / 49.118888888889° пн. ш. 17.911666666667° сх. д.
Вибухи складів боєприпасів у Врбетицях (чеськ. Výbuchy muničních skladů ve Vrběticích) — диверсія, організована російськими агентами 16 жовтня і 3 грудня 2014 року на складах боєприпасів у комплексі в селі Врбетицях у регіоні міста Злін у східній частині Чехії. Внаслідок першого вибуху загинули дві людини. Ліквідація наслідків вибухів завершилася 13 жовтня 2020 року. За даними Служби безпеки та інформації і поліції Чеської Республіки, у вибухах брали участь два агента ГРУ з 161-го центру підготовки спеціалістів. Найімовірніше, вибухи здійснили для зриву постачання зброї, у тому числі в Україну. Завдані збитки оцінюють у сотні мільйонів крон.

## Орендатор
Обидва зруйновані склади були здані в оренду компанії «Imex Group» з Острави, яка займається торгівлею зброєю, а в цілому в цьому районі було орендовано шість будівель у чеській армії, в яких компанія зберігала боєприпаси, зброю та інші товари. Власником був Петр Бернатик-молодший, який був виконавчим директором і разом зі своїм батьком також працював в декількох інших компаніях з виробництва озброєнь.

## Перший вибух
На складі № 16 знаходилося 50 тонн боєприпасів, які 16 жовтня внаслідок вибуху розлетілися на відстань 800 метрів. Двоє працівників «Imex Group», яка орендувала депо у Військово-технічного інституту, загинули.
У планах дій в надзвичайних ситуаціях Злінського округу склад боєприпасів не зазначався, тому пожежники на місці події не знали, до якого типу пожежі вони готувалися, що наразило їх на непотрібну небезпеку. Відразу після вибуху близько 100 осіб з довколишнього села Влаховице, а також учні початкової та середньої школи в Славичині були евакуйовані з району вибуху.
23 жовтня поліція почала евакуацію 375 осіб із сіл Липова, Влаховице і з промислової зони поблизу міста Славичин. Дводенна евакуація була превентивною через роботу піротехніків в селах. У цьому районі відбувалися неконтрольовані вибухи, викликані падінням боєприпасів з дерев або випадково зачіпали тварини. 30 жовтня поліція оголосила, що доступ в район безпечний і що зі складів можна вивезти 7000 тонн боєприпасів.

## Другий вибух
3 грудня 2014 року вибухнуло депо № 12. Склад, в якому зберігалося 100 тонн боєприпасів, знаходився в 1,2 км від епіцентру першого вибуху. Було евакуйовано 430 чоловік з навколишніх сіл. За словами юриста Imex Group, на складі зберігалися артилерійські боєприпаси і автомати. Він вважав, що депо не може вибухнути саме по собі.

## Ліквідація
Неконтрольовані вибухи продовжилися й після другого вибуху. Востаннє вибухи спостерігалися в середині грудня 2014 року. 22 грудня піротехніки повернулися до Врбетице. До січня 2015 року продовжували вивозити боєприпаси, в цілому у вивезенні взяли участь майже 550 вантажівок. У січні 2016 року почалася очищення місцевості від боєприпасів, яке тривало до жовтня 2020 року. Вартість очищення наприкінці 2015 року була близькою до 350 мільйонів чеських крон; вартість очищення боєприпасів оцінювалася в 1 мільярд чеських крон.

## Причетність ГРУ
За даними Служби безпеки та інформації і поліції Чеської Республіки, до вибухів в депо, ймовірно, причетні офіцери російської військової розвідки (ГРУ). Про це заявив на прес-конференції прем'єр-міністр Чехії Андрей Бабіш 17 квітня 2021 року. Бабіш сказав, що є «резонні підозри щодо ролі у вибуху співробітників підрозділу 29155 російської військової розвідки». У той же день міністр внутрішніх справ і виконуючий обов'язки міністра закордонних справ Ян Гамачек (голова Чеської соціал-демократичної партії) оголосив, що Чехія висилає всіх російських дипломатів, які були ідентифіковані як оперативники російських спецслужб, а саме 18 дипломатів посольства Росії в Празі. До вибухів причетні два офіцера російської розвідки Олександр Мішкін і Анатолій Чепіга, підозрювані в отруєнні Сергія і Юлії Скрипалів у 2018 році. Повідомляється, що Мішкін і Чепіга прибули до Праги з Москви 13 жовтня та поїхали 16 жовтня. Вони зробили запит на дозвіл в Imex на відвідування складів на період з 13 по 17 жовтня 2014 року, використовуючи підроблені паспорти громадян Таджикистану і Молдови (Чепіга в ролі Руслана Табарова, Мішкін в ролі Миколи Попа). Хоча ніхто не бачив їх на складі боєприпасів, слідчі вважають, що обидва відвідали склад боєприпасів у Врбетице в ролі потенційних покупців зброї.
За повідомленням чеського новинного журналу Respekt, боєприпаси, які зберігалися на підірваному складі, повинні були бути продані до України через болгарського торговця зброєю Еміліяна Ґебрева; сам Гебрев був отруєний ГРУ у 2015 році. Ян Гамачек сказав, що боєприпаси не планували підривати на території Чехії, а тільки після того, як вони будуть доставлені до Болгарії. За даними новинного порталу Seznam.cz, боєприпаси повинні були бути продані сирійській опозиції, яка веде боротьбу проти сирійських збройних сил на чолі з Башаром Асадом, союзником Росії. Компанія Гебрева EMCO опублікувала заяву, в якій вона заперечує, що боєприпаси прямували до Сирії або України. Пізніше Гебрев в своєму електронному листі до The New York Times зізнався, що його компанія Emco поставляла військові боєприпаси та техніку в Україну.
Російська слідча група The Insider опублікувала додаткову інформацію, вказавши, що EMCO була однією з двох компаній в ЄС, які виробляють боєприпаси, сумісні з радянським озброєнням, особливо 120-мм міномети і 152-мм гаубичні снаряди. Боєприпаси іншої компанії були закуплені ГРУ за вищою ціною, що зробило їх недоступними для України, в той час як EMCO погодилася на продаж Збройним силам України, що значно збільшило їх можливості оборони. Однак поставки, призначені для України, не зберігалися у Врбетицях, і ГРУ або не знало про це, або сподівалося, що вантаж з Врбетиців в кінцевому підсумку будуть доставлені на склади EMCO в Болгарії і вибухнуть там (що пояснює різницю в часі між вибухами).
Згідно з висновками спільного розслідування Bellingcat, Der Spiegel, Respekt і The Insider, в операції взяли участь шість офіцерів ГРУ на чолі з начальником військової частини 29155 генералом Андрієм Авер'яновим. Крім Авер'янова, Мішкіна і Чепіги, серед цих шести офіцерів були Микола Єжов, Денис Сергєєв (прикриття — Сергій Федотов) і Єгор Гордієнко (Георгій Горшков). Двоє з шести діяли під прикриттям дипломатів. Дані, проаналізовані Bellingcat, підтверджують гіпотезу про те, що вибухи 2014 року в Чехії були частиною довгострокової операції ГРУ, спрямованої на підрив можливостей України по придбанню зброї і боєприпасів, необхідних для її оборони від російсько-терористичних військ на сході України.
25 квітня 2021 року президент Чехії Мілош Земан поставив під сумнів причетність Росії, припустивши, що смертоносний вибух міг трапитися випадково через неправильне поводження з вибухівкою, і заявив, що не існує переконливих доказів для обвинувачення Росії. Ця заява змусила тисячі демонстрантів 29 квітня вийти на вулиці Праги, назвавши Земана «слугою Росії» і зажадавши, щоб його засудили за державну зраду. У відповідь на коментарі Земана заступник прем'єр-міністра Ян Гамачек 26 квітня 2021 року, заявив, що «по справі Врбетице існує тільки одна лінія розслідування, пов'язана з переміщенням членів підрозділу [ГРУ] 29155» і що «промова президента була такою, що всі знайшли в ній щось, що їм сподобалось, в тому числі, на жаль, і Російська Федерація».
29 квітня 2024 поліція Чехії вирішила відкласти розслідування справи через те, що підозрювані перебувають в Росії, а можливості отримання додаткових доказів від країн, які співпрацюють з чеською поліцією вичерпані.
12 травня 2024 поліція Чехії оголосила у розшук очільника військової частини №29155 ГРУ Міністерства оборони Росії, генерал-майора Андрія Авер’янова.

## Реакція

### Внутрішня
19 квітня 2021 року прем'єр-міністр Чехії Андрей Бабіш заявив, що інцидент не був актом державного тероризму, а невдалою операцією зі знищення боєприпасів болгарського торговця, «який, ймовірно, продавав цю зброю сторонам, що воюють проти Росії». Заява Бабіша було широко засуджена і висміяна політиками, експертами та громадськістю. Бабіш зазнав критики з боку першого заступника голови Чеської соціал-демократичної партії Романа Ондерки та опозиції. Деякі громадські діячі, зокрема Ян Гамачек, колишній начальник Генштабу Петр Павел, президент Сенату Мілош Вистрчіл і голова Громадянської демократичної партії Петр Фіала, назвали цей інцидент терористичною атакою і актом державного тероризму. Бабіш вибачився і сказав, що інцидент був безпрецедентним терактом. Початкову заяву Бабіша було швидко підхоплено російськими пропагандистськими ЗМІ, в тому числі RT. 21 квітня Сенат Чеської Республіки ухвалив постанову, назвавши вибух «актом державного тероризму проти країни ЄС», і закликав чеський уряд, зокрема, вимагати від Росії фінансової компенсації жертвам, матеріальних збитків та їх ліквідації.
18 квітня міністр торгівлі Чехії Карел Гавлічек заявив, що Росатом буде виключений з тендеру на будівництво нового блоку АЕС Дуковани.
Мерія Праги вимагала, щоб уряд провів переговори з Росією щодо повернення частини міського парку Стромовка загальною площею близько половини гектара, яку на даний час займає російське посольство з моменту його захоплення радянськими військами в 1968 році після вторгнення країн Варшавського договору до Чехословаччини.
Видання Seznam Zprávy повідомило, що Ян Гамачек розглядає можливість домовитися з Росією про нерозголошення доказів причетності Росії до вибухів складів боєприпасів у Врбетице 2014 року в обмін на 1 мільйон доз вакцини Спутник V. Гамачек відкинув звинувачення і заявив, що має намір подати в суд на ЗМІ. Журналіст Янек Крупа повідомив, що у нього є аудіозапис.
8 травня 2021 року прем'єр-міністр Чехії Андрей Бабіш (Andrej Babiš) попросив країни Євросоюзу вислати хоча б по одному російському дипломату, зазначивши, що коли атакують одну державу-члена ЄС, то автоматично атакують і всіх інших. 9 травня міністр фінансів Чехії Алена Шиллерова (Alena Schillerová) заявила, що країна вимагатиме від Росії компенсації не менше мільярда крон (понад $47 млн), відповідно до міжнародного права, а не кримінального права. За словами міністра закордонних справ Чехії Якуба Кулганека (Jakub Kulhánek), заявку на компенсацію подадуть протягом «найближчих тижнів або місяців», після завершення оцінки заподіяної шкоди та консультацій із міжнародними партнерами.

### Зовнішня
17 квітня 2021 року, в день, коли чеський уряд оголосив заяви про причетність Росії і вислання російських дипломатів, посольство США в Празі заявило, що Сполучені Штати «підтримують свого вірного союзника Чехію. Ми цінуємо їхні важливі дії щодо покладення на Росію витрат за її небезпечні дії на чеській землі». Чехію також повністю підтримав міністр закордонних справ Великої Британії Домінік Рааб, який заявив, що ця подія відповідає попередній поведінці агентів російських спецслужб, яка була виявлена, наприклад, в Солсбері. Серед інших країн, які першими висловили підтримку Чехії, були Словаччина, Латвія, Україна, Канада і Польща. Голова спеціального комітету у закордонних справах палати громад Великої Британії Том Тугендхат заявив, що «вибухи у Врбетицях — це вбивство двох чеських громадян і прямий напад на країну НАТО». Він вважав, що рівень відносин з Російською Федерацією потрібно негайно знижувати. Тугендхат заявив, що держави-члени Північноатлантичного альянсу повинні вислати російських послів.
22 квітня 2021 року Північноатлантична рада НАТО опублікувала заяву, в якій йшлося: «Союзники висловлюють глибоку стурбованість дестабілізуючими діями, які Росія продовжує здійснювати в євроатлантичному регіоні, в тому числі на території Альянсу, і висловлюють повну солідарність з Чеською Республікою». В той же день Словаччина вислала трьох російських дипломатів (у Росії було 28 дипломатів, акредитованих в Словаччині), прем'єр-міністр Словаччини Едуард Геґер прокоментував, що Словаччина діє солідарно з Чеською Республікою і що рішення було прийнято після ретельної оцінки інформації, наданої словацьким спецслужбам за погодженням із службами союзних країн.
23 квітня 2021 року Литва, Латвія і Естонія вислали чотирьох російських дипломатів. Наприкінці червня Чехія передала дипломатичну ноту послу Росії Олександру Змеєвському, вимагаючи повної компенсації шкоди, заподіяної вибухам. Шкоду було оцінено у 650 млн крон (30,48 млн $).